# Clometocillin
Clometocillin (hoặc clometacillin) là một penicillin.